# Neoregelia fluminensis
Neoregelia fluminensis är en gräsväxtart som beskrevs av Lyman Bradford Smith. Neoregelia fluminensis ingår i släktet Neoregelia och familjen Bromeliaceae. Inga underarter finns listade i Catalogue of Life.